# Nejmokřejší příběh všech dob
Nejmokřejší příběh všech dob (v anglickém originále The Wettest Stories Ever Told) je 18. díl 17. řady (celkem 374.) amerického animovaného seriálu Simpsonovi. Scénář napsal Jeff Westbrook a díl režíroval Mike B. Anderson. V USA měl premiéru dne 23. dubna 2006 na stanici Fox Broadcasting Company a v Česku byl poprvé vysílán 20. dubna 2008 na stanici ČT2.

## Děj
Když se plány Simpsonových na příjemnou rodinnou večeři v restauraci Frying Dutchman změní v katastrofu kvůli nespolupracující chobotnici ozbrojené noži, snaží se rodina zachránit večer vyprávěním tří příběhů s námořnickou tematikou. 

### Lízin příběh
V Lízině příběhu se Bart, Líza a ovdovělá Marge nalodí na Mayflower a vydají se do nového světa. Homer na útěku před policií nastoupí na loď a schová se v sudu. Homer je Marge okamžitě přitahován, avšak Vočko (který zabil Margina předchozího manžela) plánuje, že si ji vezme, a okamžitě žárlí na jejich přátelství. Vočko vezme Homera dolů do skladu, kde hrají hru na pití, přičemž se napijí vždy, když do lodi narazí vlna. Homer a zbytek posádky se tak opijí a Vočko prohlásí, že za to může Homer, což vede kapitána Flandiše (Ned Flanders) a reverenda Lovejoye k tomu, že ho umístí do zásobárny. 
Blíží se bouře a Flandiš upadá do bezvědomí. Homer se dobrovolně přihlásí na jeho místo a tvrdí, že když je opilý, řídí lépe, a bezpečně je vyvede z bouře. Homer a Marge se dají dohromady a členové Mayflower se setkají s kmenem Wampanoagů a společně s nimi uspořádají první hostinu na Den díkůvzdání. Flandiš však kmen zmate tím, že mu prozradí, že Mayflower hodlá zabrat jejich zemi a vyhladit je. 

### Bartův příběh
V Bartově příběhu, jenž vychází z komiksu, který četl, vyplouvá loď Bounty z Anglie v roce 1789 pod velením kapitána Bligha (Seymour Skinner). Během prvních 718 dní plavby Bligh krutě týrá svou posádku, nedává jí vodu a vyhazuje poštu. Willie ho varuje před vzpourou, pokud bude pokračovat, ale Bligh ho ignoruje. Loď dorazí na Tahiti, kde jsou Homer a Marge vládci ostrova, a posádka se má báječně, dokud nenastane čas odplout. 
Bligh pokračuje v týrání posádky, což vede prvního důstojníka Barta Christiana k zahájení vzpoury a posílá Bligha a Willieho na záchranném člunu pryč. Bligh začne Willieho týrat, ten se na něj oboří a vyhodí ho ze záchranného člunu a skončí na želvě, která ho utopí poté, co ji začne týrat. Bart jako nový kapitán Bounty nařídí posádce, aby vyplula na Tahiti, ale poté, co zahodí lodní kormidlo, skončí na Antarktidě. 

### Homerův příběh
Homer, otrávený kapitánem Horatiem, který se místo servírování jídla věnuje košíkové se svými zaměstnanci, vypráví závěrečný příběh jako parodii na film Dobrodružství Poseidonu z roku 1972, odehrávající se na luxusní lodi S.S. Neptune během silvestrovské noci v 70. letech. O půlnoci si kapitán Burns nevšimne mohutné podivné vlny, která zasáhne můstek, převrátí loď a zabije většinu cestujících. Přeživší Homer, Marge, Bart, Líza, Lenny, Carl, Komiksák, starý Žid se svou ženou a Mel pod vedením Selmy ignorují radu Pursera Wigguma, aby zůstali na místě v tanečním sále, a rozhodnou se vylézt na palubu do strojovny. Při šplhání komínem Lenny zpanikaří a spadne. 
Komiksák proplouvá zatopenou palubou, aby pomohl ostatním dostat se do strojovny, ale dostane infarkt a utopí sep. Skupina se dostane do strojovny, ale Melovi zapálí záchranáři vlasy led llampou a on v šoku omdlí. Zbytek skupiny se dostane z lodi a v tu chvíli narazí na chodící kostry posádky Bounty, která se stále snaží dostat zpět na Tahiti.

## Přijetí
Ve Spojených státech díl během premiéry sledovalo 7,04 milionu diváků.
Patrick D. Gaertner ze serveru Puzzled Pagan napsal: „Nejsem si jistý, proč si mysleli, že tuhle epizodu potřebujeme, nebo proč do sedmnácté řady zařadili tři různé díly tohoto formátu, ale aspoň je tenhle lepší než ten příšerný vánoční z dřívějška. Ne že by to byla vysoká laťka. Prostě mi tahle epizoda přišla opravdu náhodná. Příběhy z moře? Vážně? To je taková divná premisa a tím posledním dílem jasně natahovali myšlenku epizody tím, že do ní zahrnuli Poseidonovo dobrodružství. Je to prostě divná epizoda plná nevýrazných vtipů a není na ní opravdu nic, co by vyčnívalo. První příběh je opravdu nudný a hlavně si v něm Homer dělá legraci z věřících lidí. Druhá povídka je hloupá a zábavná, kluci v ní nenávidí Skinnera, ale vlastně toho moc není. A navzdory tomu, jak je pasáž Poseidonova dobrodružství zkrácená a rychlá, má alespoň pár vtipných gagů. Což je vlastně všechno, k čemu je to dobré. Nevím, tohle na mě prostě moc nefungovalo. Držím palce, ať se příští týden dočkáme něčeho zábavného!“.
Server Gabbing Geek v rámci hodnocení dílu uvedl: „Ach, další antologická epizoda. Tyhle rekapitulace nikdy nedopadnou dobře.“.